# Oficiální irská republikánská armáda

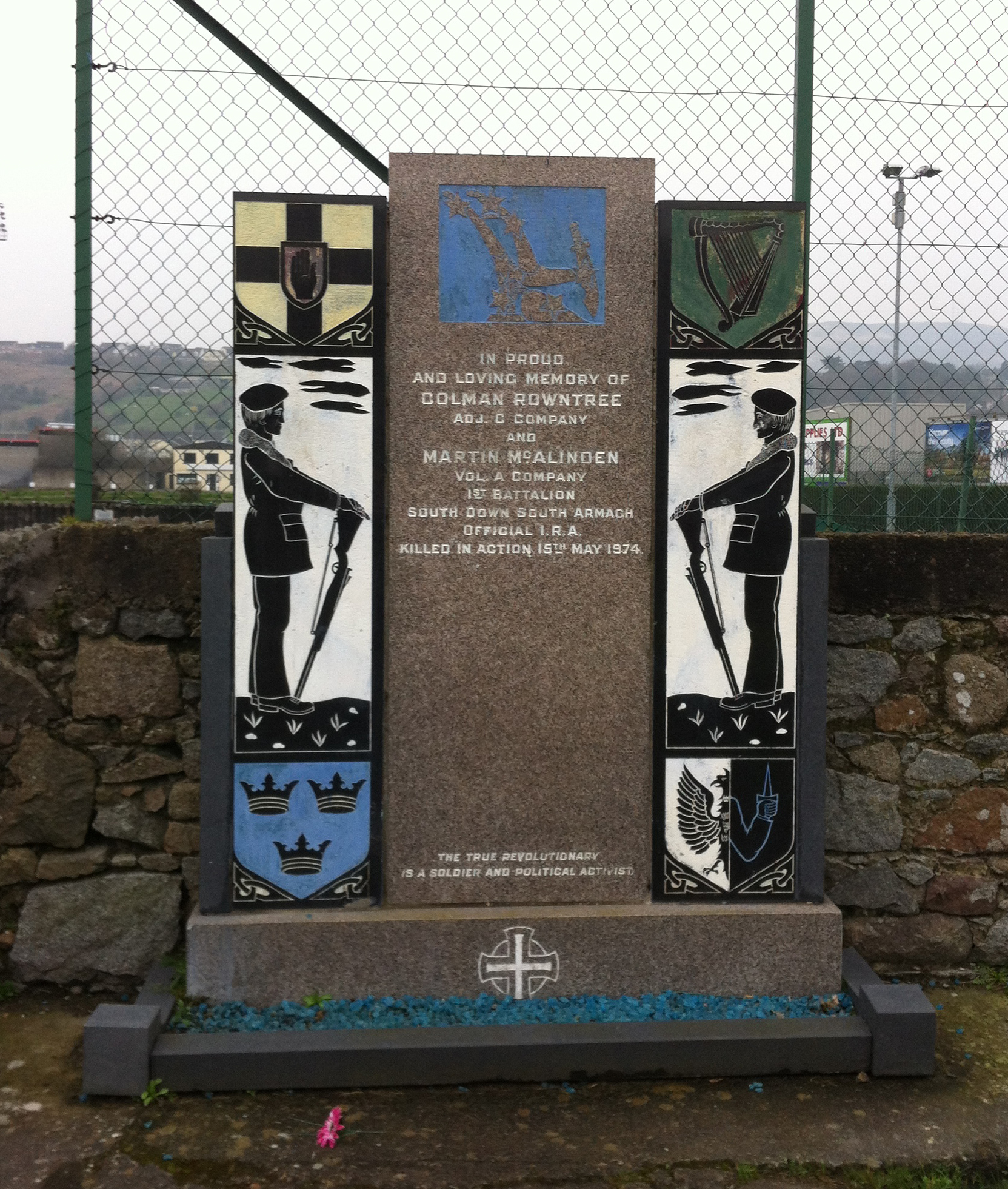
Pomník OIRA

Oficiální irská republikánská armáda (anglicky: Official Irish Republican Army; zkráceně: OIRA) byla paravojenská skupina irských republikánů jejímž cílem bylo oddělit Severní Irsko od Spojeného království a následné vytvoření socialistického státu na území sjednoceného Irska. Vznikla v roce 1969 krátce po vypuknutí konfliktu v Severním Irsku, poté co se Irská republikánská armáda rozdělila na dvě hlavní části. Druhou skupinou byla Prozatímní IRA. Obě skupiny se považovaly za jediné nástupkyně původní IRA a samy sebe nazývaly jejím jménem. Členové Oficiální IRA se hlásili k marxismu a proto byli občas nazývaní rudá IRA. Vedla paravojenskou kampaň proti Britské armádě do roku 1972, kdy vyhlásila příměří.
V době vyhlášení příměří se Prozatímní IRA stala aktivnější a větší frakci. V roce 1974 se od ní oddělila Irská národní osvobozenecká armáda.
Parlamentním křídlem Oficiální IRA je Dělnická strana Irska.